# 結城藩
結城藩（ゆうきはん）は、江戸時代の藩の一つで、下総国結城（現在の茨城県結城市）にある結城城を本拠とした。

## 沿革
結城の地は鎌倉時代以来、「関東八屋形」の一つに数えられた名門結城氏が本拠としてきた。近世大名領化したのは、徳川家康の次男秀康が結城家の養子に入り、天正19年（1591年）に結城城を相続して以降である。しかし、慶長5年（1600年）の関ヶ原の戦い後、秀康は越前北ノ庄に転封となった。結城秀康の支配は江戸幕府の成立以前のことであり、これを藩とみなさない見方もある。
結城秀康の転封後、結城城は破却され、以後しばらく大名領が当地に置かれることはなかった。一説には、結城一帯は当時全国屈指の養蚕地域であり、幕府がその利益を独占しようと図ったからだと言われている。しかし元禄年間には他の幕府直轄領にも結城の養蚕技術が広められて、幕府が直接結城を保持する必要性が薄れていった。
結城に再び大名が配されたのは、元禄13年（1700年）に水野勝長が能登国西谷藩より転封されたときである。勝長は改易された備後福山藩主水野勝岑の父・勝種の又従弟にあたる。福山藩改易後、藩祖であり家康の従弟に当たる宗家当主日向守勝成の功績が考慮され、勝長に家督相続が許され、元禄11年（1698年）に能登国内に1万石を与えられていた。その後、数度の加増の後、元禄16年（1703年）に結城城の再建を許され、以降城主1万8000石の帝鑑間詰め譜代大名として、幕末まで続くことになる。
幕末には、藩主勝知と隠居の勝進が佐幕と勤王に分かれて対立し、互いに結城城を奪い合う争奪戦を起こしている。その後、新政府軍に捕らえられた勝知は隠居を命ぜられ、1000石を没収されて廃藩置県を迎えた。

## 居城
結城城は現在、遺構として空堀と土塁の跡が残る。城跡の東側には藩祖勝成を祀る聡敏社がある。また福山市の福山城址北に鎮座する福山八幡宮境内にも同じく聡敏神社として祭られている。

## 歴代藩主

### 結城家
親藩 10万石
1. 秀康

### 水野家〔宗家〕
譜代 1万8000石→1万7000石
1. 勝長
2. 勝政
3. 勝庸
4. 勝前
5. 勝起
6. 勝剛
7. 勝愛
8. 勝進
9. 勝任
10. 勝知
11. 勝寛

## 幕末の領地
- 下総国
  - 結城郡のうち - 13村（うち4村を常陸知県事に編入）
- 上総国
  - 山辺郡のうち - 2村
  - 武射郡のうち - 16村（うち11村が柴山藩に編入）
- 常陸国
  - 茨城郡のうち - 1村
  - 真壁郡のうち - 12村
- 下野国
  - 都賀郡のうち - 3村
  - 芳賀郡のうち - 10村（うち1村が烏山藩、1村が日光県に編入）

明治維新後に、真壁郡2村（旧幕府領1村、旧旗本領1村）が加わった。

## 関連リンク
- 結城（水野日向守勝剛） | 大名家情報 - 武鑑全集

| 先代 （下総国） | 行政区の変遷 1703年 - 1871年 （結城藩→結城県） | 次代 印旛県 |